# 上海交响音乐博物馆

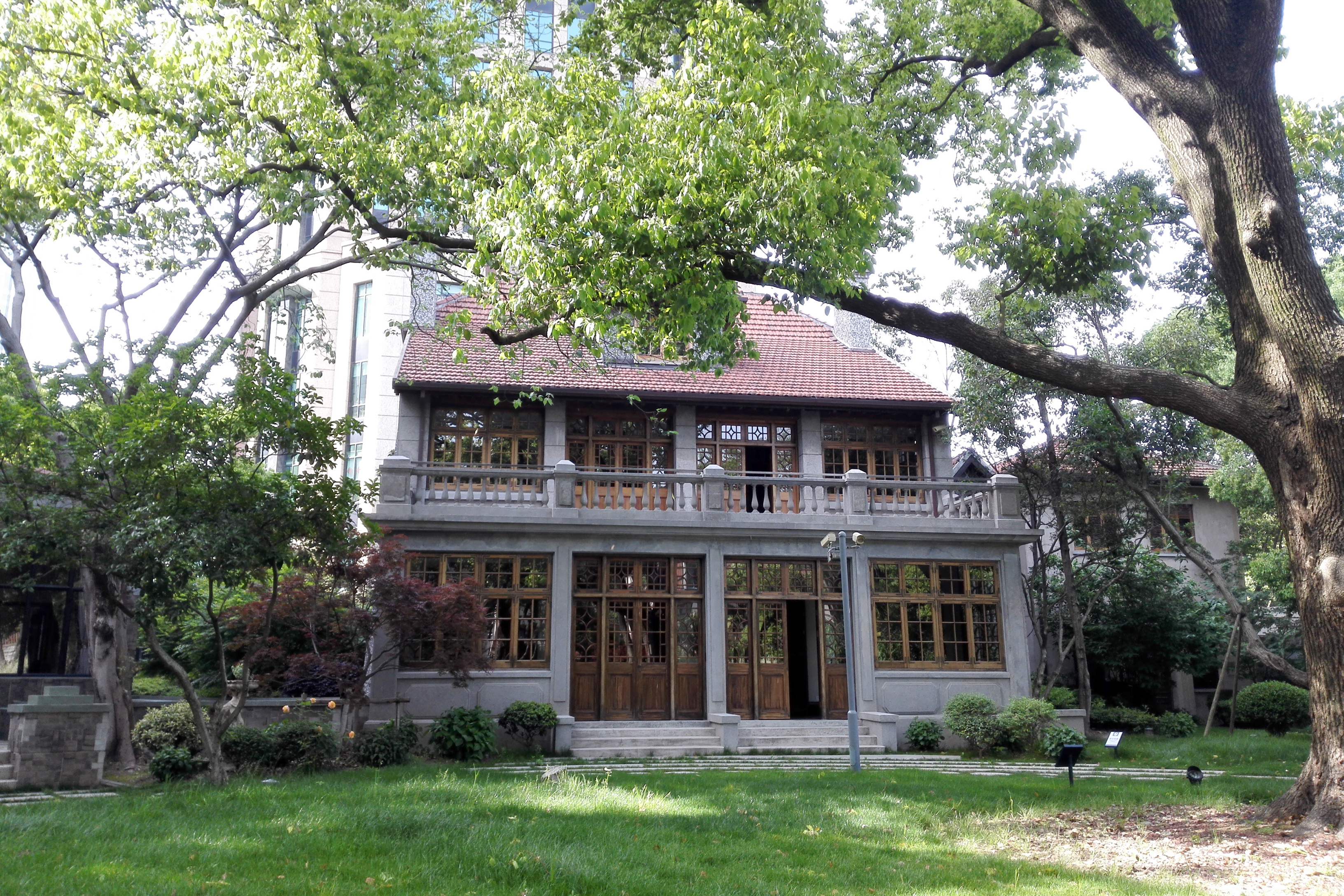
上海交响音乐博物馆

上海交响音乐博物馆 (英語：Shanghai Symphony Museum) 是一座位于上海的交响曲博物馆。

## 历史
2006年由上海地产集团通过拍卖购入，2013年开工建设，2017年10月1日建成开馆。博物馆位于徐汇区宝庆路3号，1925年上海颜料大王周宗良从德国商人买下此处作为宅邸。藏品主要来自上海交响乐团和上海音乐学院。
宝庆路3号住宅始建于1925~1930年代，占地面积4750平方米，总建筑面积1208平方米，2012年被登录入“上海市第三次全国文物普查不可移动文物名录”。

## 展陈区
- 乐之河：以年代为序，介绍了从上海公共乐队到上海交响乐团的发展过程。
- 乐之华：介绍重要的中国指挥家、中国作曲家和他们的作品。
- 乐之传：收录数十位西方重要作曲家和他们的代表作。

## 营业时间
- 周二至周六：上午九点半至下午四点半（需要微信预约，每天80个名额）
- 周一闭馆